# Patrik Haginge
Nils Patrik Haginge (Örebro, 2 aprile 1985) è un ex calciatore svedese, di ruolo difensore.

## Caratteristiche tecniche
A inizio carriera veniva impiegato da centrocampista, ma ha poi trovato la sua collocazione stabile nel reparto difensivo. Può essere impiegato da difensore centrale, ma il suo ruolo principale è quello di terzino destro. Viene descritto come un giocatore veloce.

## Carriera
Haginge ha fatto parte del Mellringe/Ekers IF fino al 2001. In quell'anno è passato alla principale squadra cittadina, l'Örebro SK.
Dopo aver giocato inizialmente a livello giovanile, ha esordito in Allsvenskan nel corso della stagione 2004, ritagliandosi alcuni spazi da titolare già durante la stessa stagione. A fine campionato la squadra è stata relegata in Superettan per problemi economici, ma Haginge ha continuato a vestire il bianconero. Ha poi conquistato sul campo la promozione con la sua squadra grazie al 2º posto nella Superettan 2006.
A partire dal 1º luglio 2008 è diventato ufficialmente un giocatore del Djurgården, con cui ha firmato un contratto da tre anni e mezzo.
Il 3 febbraio 2011 viene reso noto il ritorno di Haginge all'Örebro, club in cui aveva già militato in gran parte della sua carriera. Al termine della stagione 2012 Haginge e l'Örebro sono retrocessi in Superettan, ma hanno riconquistato la massima serie dopo un solo anno. Dopo aver giocato solo 3 partite nell'Allsvenskan 2016 e 4 partite nell'Allsvenskan 2017, si è ritirato dal calcio giocato.